# Peterskirchen
Peterskirchen es una localidad situada en el distrito de Ried im Innkreis, en el estado de Alta Austria, Austria. Tiene una población estimada, a principios del año 2022, de 660 habitantes.
Está ubicada al oeste del estado, cerca de la frontera con Alemania y del río Eno —un afluente derecho del río Danubio—.